# Бираски, Давиде
Давиде Бираски (итал. Davide Biraschi; 2 июля 1994 года, Рим) — итальянский футболист, защитник турецкого клуб «Фатих Карагюмрюк».

## Карьера
Давиде Бираски начинал свою карьеру футболиста в клубе «Гроссето». 12 мая 2012 года он дебютировал в Серии B, выйдя на замену в гостевом поединке против «Модены». В 2013 году «Гроссето» вылетел из второй по значимости лиги Италии. Летом 2015 года Бираски перешёл в команду Серии B «Авеллино 1912».
Спустя год Бираски стал футболистом «Дженоа». 27 ноября 2016 года он дебютировал в Серии А, выйдя на замену в самой концовке домашнего поединка против «Ювентуса».